# Paucas (Piura)
Paucas es una localidad peruana ubicada en el distrito de Huarmaca, perteneciente a la provincia de Huancabamba del departamento de Piura, al norte del Perú. 

## Ubicación
Paucas se ubica al sureste de la provincia de Huancabamba, en el distrito de Huarmaca, en el departamento de Piura.

## Demografía
En 2017 Paucas tenía una población de 21 habitantes.
| Gráfica de evolución demográfica de Paucas entre 1993 y 2017 |
|                                                              |
| Fuentes: Población 1993 y 2017                               |